# Hyères FC
Câu lạc bộ bóng đá Hyères là một câu lạc bộ bóng đá Pháp ở thành phố Hyères, Var. Câu lạc bộ được thành lập vào năm 1912 và chơi mùa giải bóng đá chuyên nghiệp đầu tiên ở Pháp vào năm 1932-33 nhưng đã bị xuống hạng.

## Lịch sử
Câu lạc bộ bóng đá Hyères được thành lập vào ngày 21 tháng 11 năm 2011 với sự tách biệt giữa các bộ phận bóng đá và đi xe đạp của Vélosport Hyerois. Vào tháng 9 năm 1919, nó đã trở thành thành viên của Liên đoàn bóng đá Pháp, được thành lập vào đầu năm. Năm 1932, chủ tịch, Tiến sĩ Barthélemy Perruc đã dẫn dắt câu lạc bộ bước vào mùa giải đầu tiên chuyên nghiệp ở Pháp. Họ đã bị loại khỏi Giải hạng 1 chỉ sau một năm, và một năm sau đó, câu lạc bộ đã từ bỏ vị thế chuyên nghiệp.
Năm 1941, câu lạc bộ lọt vào bán kết khu vực Không chiếm đóng thời chiến của Coupe de France, loại Marseille trong trận tứ kết.
Vào năm 1950, câu lạc bộ là nhà vô địch của giải vô địch nghiệp dư Championnat de France, là hạng ba của bóng đá Pháp, và là cấp độ cao nhất của bóng đá nghiệp dư, vào thời điểm đó. Câu lạc bộ đã dành ba mươi năm tiếp theo di chuyển giữa cấp độ này và cấp độ khu vực bên dưới.
Vào năm 1978, câu lạc bộ đã giành được sự thăng tiến cho Giải hạng 4 Quốc gia mới được thành lập, và hai năm sau đó đến Phân khu 3, nơi họ ở lại trong bảy mùa cho đến khi xuống hạng năm 1988. Họ ở lại Phân khu Quốc gia 4 cho đến khi FFF tổ chức lại các giải đấu vào năm 1993, khi họ được đưa vào Championnat National 3 mới, giờ là tầng thứ năm. Năm 1998, họ đã được thăng chức từ ngày nay là Championnat de France Amateur 2 sang Championnat de France Amateur, kéo dài ở cấp độ này cho đến năm 2003.
Năm 2006, câu lạc bộ đã được thăng hạng từ CFA2 với tư cách là nhà vô địch của bảng D và vô địch chung, và năm 2009 đã được thăng hạng từ CFA với tư cách là nhà vô địch của nhóm B. Họ đã xuống hạng từ Championnat National trong mùa đầu tiên và kể từ đó vẫn ở lại CFA, bây giờ được gọi là Championnat National 2.

## Danh hiệu
- Championnat de France Amateur: 2009
- Championnat de France Amateurs 2: 1950, 2007
- Nhà vô địch DH Sud-Est: 1949
- Nhà vô địch DH Méditerranée: 1960, 1964
- Á quân DH Méditerranée: 1973, 1976

## Lịch sử huấn luyện viên
- Metha 1930–1931
- Charles Comte 1932–1933
- Friess 1933–1934

?
- Gaby Robert 1941–1953

?
- Gaby Robert 1961–1966
- Henri Pellegrino 1966–1968

?
- Dubernet 1983–1984

?
- Guy Roussel 1987–1988

?
- Patrick Bruzzichessi 1993–2002
- Patrick Decugis 2002–2003
- Patrick Bruzzichessi 2003–2010
- Robert Buigues 2010–2011
- André Blanc 2011–